# Metechi-Kirche

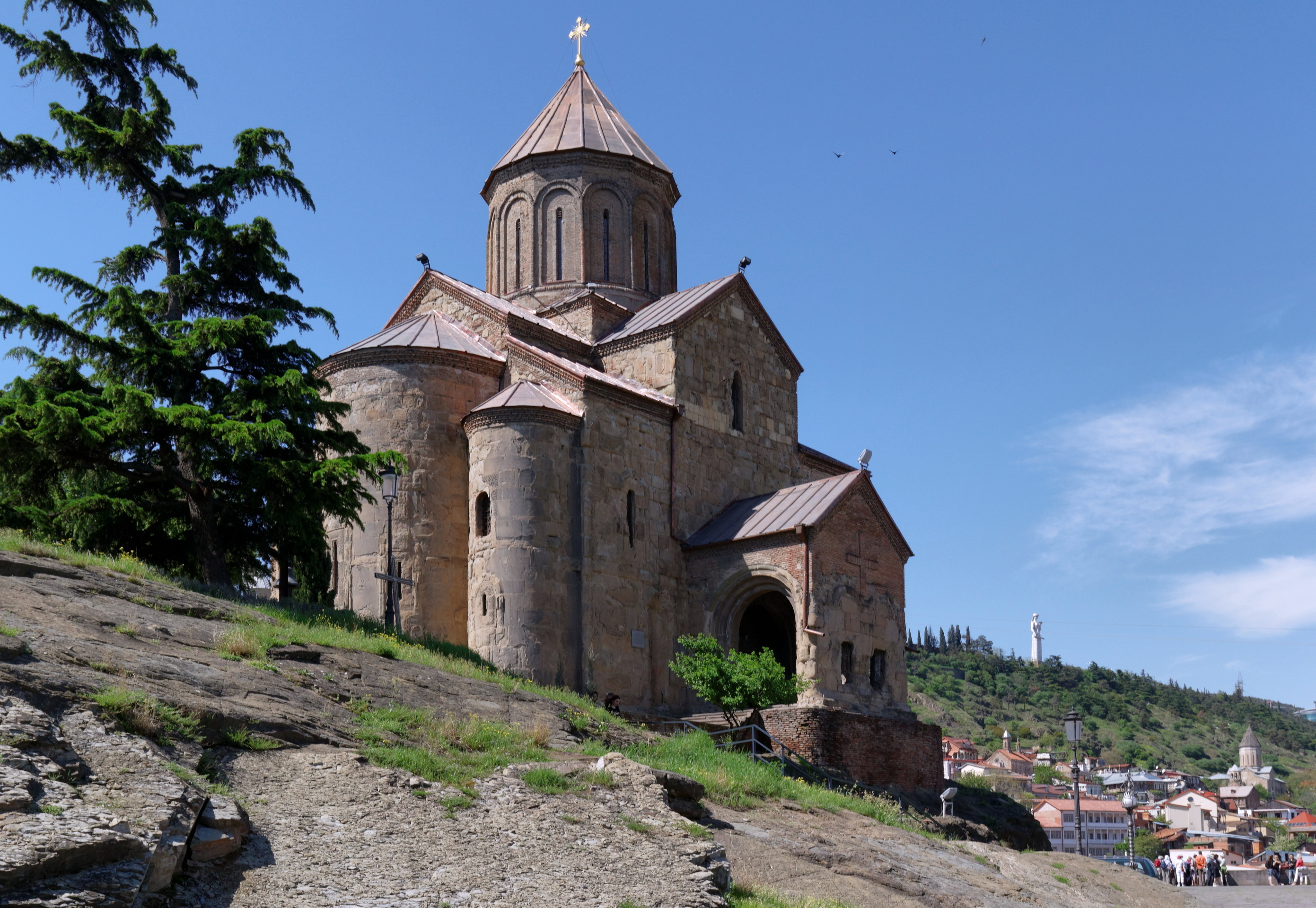
Die Metechi-Kirche in Tiflis

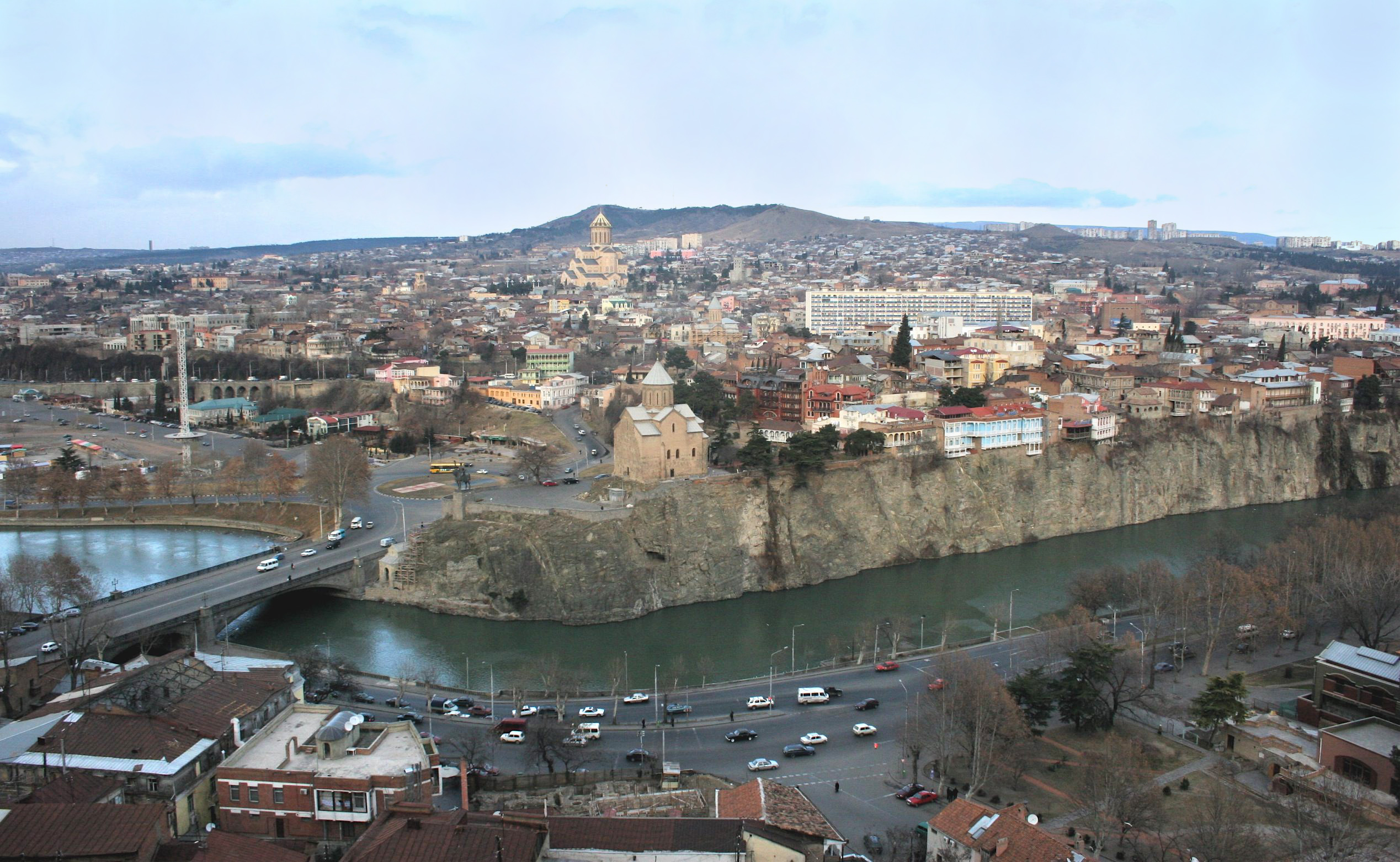
Die Metechi-Kirche am Steilufer der Kura

Die Metechi-Kirche (georgisch მეტეხის ეკლესია) ist eine georgisch-orthodoxe Kirche in der georgischen Hauptstadt Tiflis. Sie wurde im 13. Jahrhundert von König Dimitri II. erbaut und steht auf dem Gelände der früheren Residenz der georgischen Könige über dem Steilufer des Kura-Flusses.

Die Kirche steht auf dem frühesten Siedlungsgebiet von Tiflis. Der Platz auf dem Felsen galt als besonders sicher. Die Kirche wurde 1235 durch mongolische Invasoren zerstört und 1289 wieder aufgebaut. Ihr Name entstammt einer Schlacht König Wachtang I. Gorgassalis, der im 5. Jahrhundert an dieser Stelle ausgerufen haben soll: 

„Ak me mteri wteche.“

„Hier habe ich den Feind erschlagen.“

 Daraus soll im Laufe der Jahrhunderte der Kirchenname geworden sein.
Die 24,5 Meter hohe spätmittelalterliche Kreuzkuppelkirche steht auf einer Fläche von 20 × 16 Metern. Ihre ursprüngliche Form ist bis heute erhalten. Im 17. und 18. Jahrhundert wurden die Kuppel, das Tambour, das Tonnengewölbe und verschiedene Fassadenteile mit Ziegeln restauriert. Im Westen der Kirche wurde das Gebäude um eine Empore ergänzt.
In der Kirche befindet sich das Grab der Heiligen Schuschanik, einer Adligen, die im 5. Jahrhundert Ehefrau des Herrschers über Georgien war und sich weigerte, dem Christentum abzuschwören, um zum Zoroastrismus der persischen Eroberer überzutreten. Sie verstarb im Gefängnis und wird von der Georgischen Orthodoxen Apostelkirche als Märtyrerin verehrt.
Ursprünglich stand das Kirchengebäude inmitten der Königsresidenz in Tiflis. Die russischen Zaren wandelten die Residenz zunächst in eine Pulverkammer, dann in ein Gefängnis um, in dem auch der spätere Diktator der Sowjetunion Josef Stalin gefangen war. Nach 1921 diente sie den Bolschewiki als Haftanstalt für politische Gegner. 1937 wurde sie abgerissen. Seither steht die Kirche auf einem weiten Bergplateau.
In der Sowjetunion wurde die Metechi-Kirche enteignet und weltlich genutzt. Sie diente einem Jugendtheater als Bühne. 1988 wurde das Gebäude der orthodoxen Kirche zurückgegeben. Der Dissident und spätere georgische Präsident Swiad Gamsachurdia war für die Rückgabe des Sakralbaus in Hungerstreik getreten.
1967 wurde bei der Kirche ein Denkmal für König Wachtang I. Gorgassali als Reiterdenkmal für den Gründer von Tiflis errichtet. Es stammt von dem georgischen Bildhauer Elgudscha Amaschukeli, der auch die Monumentalstatue Kartlis Deda in Tiflis entworfen hat.